# Kalólimnos
Kalólimnos (en grec moderne : Καλόλιμνος) est une petite île de la mer Égée située dans le Dodécanèse et rattachée à l'île de Kalymnos voisine.

## Géographie

Carte des îles entourant Kalymnos

Kalólimnos est localisée à 8 km au nord-est de Kalymnos et à 10 km au large des côtes de la Turquie. Elle a environ 2 km de longueur et 0,8 km de largeur maximale pour une surface de 1,95 km2. Avec Telendos, Palí, Pserimos, Kyriaki et Imia, elle constitue l'une des îles dépendantes de Kalymnos.
Faute d'eau douce, l'île n'est peuplée que par 2 habitants et une petite garnison militaire d'une vingtaine de personnes (garde-côtes et marine) qui se fait tout livrer depuis Kalymnos, pour surveiller les tentatives d'immigration clandestine par mer vers l'Union européenne et pour matérialiser la souveraineté grecque sur l'île (les deux rochers d'Imia et Kardak, enjeu d'une dispute territoriale avec la Turquie, sont proches).

## Histoire
Le nom de Kalólimnos (le « bon port en grec) rappelle que le climat n'a pas toujours été aussi sec qu'aujourd'hui. L'île fait partie du Dodécanèse dont elle partage l'histoire.